# Boris Szczukin

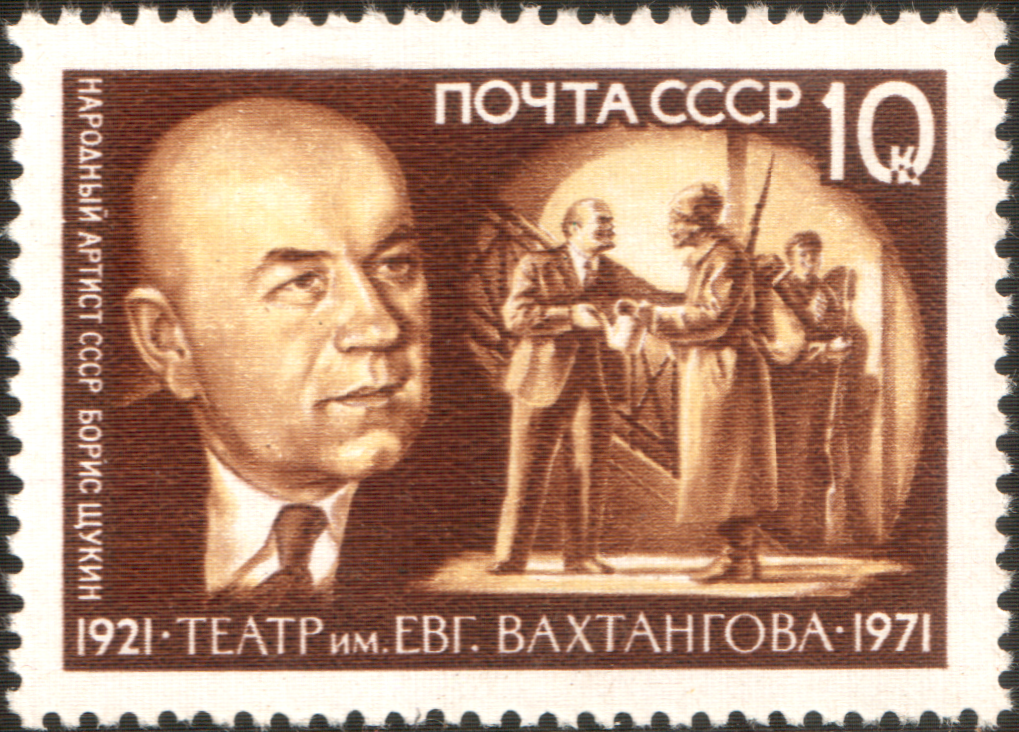
Boris Szczukin na radzieckim znaczku pocztowym

Boris Wasiljewicz Szczukin (ros. Бори́с Васи́льевич Щу́кин; ur. 24 marca?/5 kwietnia 1894 w Moskwie, zm. 7 października 1939 tamże) – rosyjski i radziecki aktor teatralny i filmowy. Najbardziej znany z roli Włodzimierza Lenina. Ludowy Artysta ZSRR. Został pochowany na Cmentarzu Nowodziewiczym w Moskwie.

## Wybrana filmografia
- 1939: Lenin w 1918 roku[2] jako Włodzimierz Lenin
- 1937: Lenin w Październiku[3] jako Włodzimierz Lenin
- 1936: Pokolenie zwycięzców[4] jako Aleksandr Michaiłow
- 1935: Lotnicy

## Nagrody i odznaczenia
- Ludowy Artysta ZSRR
- Nagroda Stalinowska
- Order Lenina